# Zheng Keshuang
Zheng Keshuang (鄭克塽; pinyin: Zhèng Kèshuǎng; 1669 – 1707) è stato Re di Tungning.
Figlio di Zheng Jing ed un nipote di Koxinga, succedette a suo padre  nel 1681 come terzo Re di Tungning e cedette infine Taiwan alle forze della dinastia Qing nel 1683.
Keshuang aveva solo 12 anni quando suo padre morì e fu nominato erede apparente, dopo una serie di dispute con il fratello, ognuno dei due essendo sostenuto da una fazione diversa di ministri e generali. Dopo la sconfitta nella battaglia delle Penghu nel 1683, indebolito dalle lotte intestine, il suo governo dovette arrendersi dopo appena due anni dall'insediamento.